# 板東知文
板東 知文（ばんどう ともふみ、1952年12月1日 - ）は日本の政治家。元北海道・美唄市長（1期）。

## 経歴
北海道美唄市茶志内町本町に生まれる。美唄市立美唄小学校、美唄市立美唄中学校、北海道美唄東高等学校（現・北海道美唄尚栄高等学校）、明治大学政治経済学部政治学科卒業。
1977年（昭和52年）美唄市役所に入庁。1998年（平成10年）財政課長、2001年（平成13年）保健福祉部長、2004年（平成16年）総務部長、2008年（平成20年）教育委員会教育長、2010年（平成22年）副市長に就任。
2011年（平成23年）6月6日、美唄市長の桜井道夫が健康上の理由により辞職。7月3日に行われた市長選に立候補するも、元市議の高橋幹夫に5票差で敗れ落選。
※当日有権者数：21,914人 最終投票率：63.06%（前回比：12.48pts）
| 候補者名 | 年齢 | 所属党派 | 新旧別 | 得票数  | 得票率 | 推薦・支持 |
| -------- | ---- | -------- | ------ | ------- | ------ | ---------- |
| 高橋幹夫 | 48   | 無所属   | 新     | 6,834票 | 50.02% |            |
| 板東知文 | 58   | 無所属   | 新     | 6,829票 | 49.98% |            |

2019年（平成31年）4月、市立美唄病院建て替え計画などを巡る高橋幹夫の市政運営を批判し、任期満了に伴う市長選への出馬の意向を表明。同年6月9日に行われた市長選に立候補。自民党・公明党の推薦を受けた現職の高橋を破り、初当選を果たした。7月3日、市長就任。
※当日有権者数：18,926人 最終投票率：71.46%（前回比：8.40pts）
| 候補者名 | 年齢 | 所属党派 | 新旧別 | 得票数  | 得票率 | 推薦・支持                      |
| -------- | ---- | -------- | ------ | ------- | ------ | ------------------------------- |
| 板東知文 | 66   | 無所属   | 新     | 7,267票 | 54.48% |                                 |
| 高橋幹夫 | 56   | 無所属   | 現     | 6,072票 | 45.52% | 自民党美唄支部 公明党北海道本部 |

2023年（令和5年）6月11日に行われた市長選挙で、「全市民への1万円給付」を公約に掲げた自民党推薦の桜井恒に敗れ落選した。
※当日有権者数：17,202人 最終投票率：64.20%（前回比：7.26pts）
| 候補者名 | 年齢 | 所属党派 | 新旧別 | 得票数  | 得票率 | 推薦・支持     |
| -------- | ---- | -------- | ------ | ------- | ------ | -------------- |
| 桜井恒   | 39   | 無所属   | 新     | 5,957票 | 55.24% | 自民党美唄支部 |
| 板東知文 | 70   | 無所属   | 現     | 4,826票 | 44.76% |                |